# Unione Sportiva Gubbio 1946-1947
Questa voce raccoglie le informazioni riguardanti l'Unione Sportiva Gubbio nelle competizioni ufficiali della stagione calcistica 1946-1947.

## Stagione
Il Gubbio disputò per la quinta volta, dopo quello dell'anno precedente, il campionato del terzo livello del Campionato Italiano, che corrisponde anche al quinto in un campionato professionistico e al quinto in un campionato interregionale. Nella stagione il Gubbio vinse sia il girone dopo uno spareggio, sia il girone delle finali promozione della Lega Interregionale Centro. Questi risultati significarono i seguenti record per i campionati professionisti (e quindi anche per quelli interregionali):
- prima vittoria di un campionato
- prima promozione
- primo spareggio disputato e primo spareggio vinto (tuttora l'unico disputato nei campionati professionistici)
- prima partecipazione e prima vittoria ai Play-off finali

Lo spareggio qualificazione alle Finali promozione fu disputato a Pesaro (PU) allo Stadio Tonino Benelli l'11 maggio 1947: Gubbio-Baracca Lugo 2-0. Lo spareggio fu il primo disputato della storia compresi anche i campionati dilettantistici, mentre considerando questi ultimi, i Play-off finali vennero disputati per la seconda volta, ma vinti per la prima volta.
Nel campionato disputato ottenne invece i seguenti record:
- miglior difesa (16 gol subiti)
- minor numero di sconfitte (5)

## Divise
Nella stagione il Gubbio non aveva nessuno sponsor.
Il Gubbio utilizzò anche in questa stagione, come in tutte le altre, completini da gioco rosso-blu.

## Organigramma societario
Area direttiva
- Presidente: Virgilio Cocchi

Area tecnica
- Allenatore: Guido Masetti

## Statistiche

### Statistiche di squadra
| Competizione      | Punti | In casa | In casa | In casa | In casa | In casa | In casa | In trasferta | In trasferta | In trasferta | In trasferta | In trasferta | In trasferta | Totale | Totale | Totale | Totale | Totale | Totale | DR  |
| Competizione      | Punti | G       | V       | N       | P       | Gf      | Gs      | G            | V            | N            | P            | Gf           | Gs           | G      | V      | N      | P      | Gf     | Gs     | DR  |
| ----------------- | ----- | ------- | ------- | ------- | ------- | ------- | ------- | ------------ | ------------ | ------------ | ------------ | ------------ | ------------ | ------ | ------ | ------ | ------ | ------ | ------ | --- |
| Serie C           | 35    |         |         |         |         |         |         |              |              |              |              |              |              | 26     | 14     | 7      | 15     | 38     | 16     | +22 |
| Finali promozione | 12    |         |         |         |         |         |         |              |              |              |              |              |              | 10     | 6      | 0      | 4      | 18     | 22     | -4  |
| Totale            | 47    |         |         |         |         |         |         |              |              |              |              |              |              | 36     | 20     | 7      | 19     | 56     | 38     | +18 |